# FK Železničar Pančevo
FK Železničar (Servisch: ФК Железнича) is een Servische voetbalclub uit Pančevo.
De club werd opgericht in 1947 en speelde lang in de lagere reeksen in voormalig Joegoslavië. In 2015 promoveerde Železničar naar de Srpska Liga Vojvodina. Tijdens het vanwege COVID-19 onderbroken seizoen 2019/20 stond de club op de eerste plaats en werd aangewezen voor promotie. In 2023 promoveerde de club als nummer twee van de Prva Liga voor het eerst naar de Superliga. 

## Eerlijst
- Srpska Liga Vojvodina: 2019/20
- Zone Liga Banat: 2014/15

Čukarički · 
FK IMT ·
Jedinstvo ·
Mladost Lučani · 
Napredak · 
Novi Pazar ·
OFK Beograd ·
Partizan · 
Radnički 1923 ·
Radnički Niš · 
Rode Ster · 
Spartak · 
Tekstilac ·
TSC · 
Vojvodina · 
Železničar